# Lex Ogulnia
Lex Ogulnia је био закон донесен у Римској републици 300. године п. н. е. Један је од закона који су донети у процесу изједначавања патриција и плебејаца.

## Закон
Предлог Lex Ogulnia поднео је народни трибун Квинт Огулније Гај. Закон је плебејцима донео приступ у све свештеничке колегије аугура и понтифика и стога је број чланова колегија удвостручен. 